# Helena Reichová
Helena Reichová, coniugata Šilhavá (Praga, 19 maggio 1954), è un'ex cestista cecoslovacca.

## Carriera
Con la Cecoslovacchia ha disputato i Campionati europei del 1974, vincendo la medaglia d'argento.